# Flacourtia helferi
Flacourtia helferi är en videväxtart som beskrevs av James Sykes Gamble och Henry Nicholas Ridley. Flacourtia helferi ingår i släktet Flacourtia och familjen videväxter. Inga underarter finns listade i Catalogue of Life.